# Bugsy Siegel
Benjamin „Bugsy” Siegel (n. 28 februarie 1906 — d. 20 iunie 1947) a fost un gangster american, cunoscut și pentru începerea dezvoltării orașului Las Vegas.

## Biografie
Benjamin Siegel s-a născut în 1906 într-o familie săracă de evrei din Imperiul Rus în Ucraina de astăzi. Dar, alte surse, susțin că familia sa a venit din Austria.

### Moartea
În noaptea de 20 iunie 1947 a fost atacat și ucis. Nu se cunoaște nici astăzi cine a fost criminalul.

## În cultura populară
- Siegel este baza personajului Moe Greene din romanul lui Mario Puzo Nașul (1969). În ecranizarea din 1972 este interpretat de actorul Alex Rocco.
- Filmul lui Sergio Leone A fost odată în America (1984) este vag bazat pe viața lui Siegel și a prietenului său Lansky.[14]
- Filmul Bugsy (1991) este o biografie semi-fictivă a lui Siegel, cu Warren Beatty în rolul acestuia.
- În filmul din 1991, Mafioții, Richard Grieco interpretează rolul lui Siegel.
- În  Femeia visurilor mele (1991) Armand Assante interpretează rolul lui Siegel Bugsy.
- Siegel este un personaj secundar în romanul lui James Ellroy Dulcele sărut al Daliei.
- Tim Powers în romanul său Last Call (1992) prezintă un Siegel care acționează ca Regele Pescarilor în zilele noastre.
- Este interpretat de  Michael Zegen în serialul HBO Boardwalk Empire.
- Este un personaj principal în serialul TV al lui Frank Darabont Mob City, unde este interpretat de Edward Burns.
- Într-un univers paralel din sezonul 4 al serialului Călătorii în lumi paralele episodul "Way Out West", nepotul lui Siegel, Ben "Bugsy" Siegel III (Jay Acovone), plănuiește să transforme Las Vegas într-o Mecca a jucătorilor la fel cum bunicul său a făcut pe Pământul „original”.  În acest univers Pământul respectiv se află cu 150 de ani în urmă față de cel „original” și SUA în anii 1990 arată ca Vestul Sălbatic.

## Alte lecturi
- Lewis, Brad (2007). Hollywood's Celebrity Gangster. The Incredible Life and Times of Mickey Cohen. New York: Enigma Books. ISBN 978-1-929631-65-0.
- Ferrari, Michelle; Ives, Stephen (2005). Las Vegas: An Unconventional History. New York: Bulfinch Press. ISBN 0821257145.
- Almog, Oz,  Kosher Nostra Jüdische Gangster in Amerika, 1890–1980 ; Jüdischen Museum der Stadt Wien ; 2003, Text Oz Almog, Erich Metz, ISBN 3-901398-33-3
- Cohen, Rich (1999). Tough Jews : Fathers, Sons, and Gangster Dreams. New York, NY: Vintage Books. ISBN 978-0375705472.